# 諫義里
諫義里市是印度尼西亞南部爪哇島東部東爪哇省下轄的一個城市，是該國蔗糖和香煙的主要貿易中心；面積63.4平方公里，海拔高度3米，2003年人口約252,000人，人口密度為每平方公里3,975人。

## 外部連結
- About Kediri Regency （页面存档备份，存于）